# 2050年代
2050年代（にせんごじゅうねんだい）は、西暦（グレゴリオ暦）2050年から2059年までの10年間を指す十年紀。この項目では、国際的な視点に基づいた2050年代について記載する。

## 予定・予測されるできごと
- 国際連合大学「環境と人間の安全保障研究所」によると、地球温暖化の影響により世界的に洪水の被害が深刻化し、2050年には2004年の2倍に当たる約20億人が大洪水の危険にさらされる。
- 国立環境研究所などのチームは、南極上空でオゾン層の回復が進み、このころにはオゾンホールができなくなると予測している。
- 少子・高齢化により東南アジア諸国連合諸国にも社会の高齢化が到来。

### 2050年
- 第29回FIFAワールドカップが開催予定。日本サッカー協会はこの大会を日本で開催し、さらに日本代表が優勝することを目標としている（JFA2005年宣言）[1]。一方、ロボカップの目標として、この年に発達した人工知能を持つ人型ロボットチームがワールドカップ優勝チームに勝つことが提示されている。
- この頃には世界人口が97億人を超えている[2]一方で、年間の人口増加は750〜1500万人の規模と予測され、しだいに増加幅は縮小していく（国連の中位予測）。
- インドの人口は16億6800万人に達する[2]。
- ロシアの人口が1億人を切る[3]。ただし、2010年国連中位予測では1億2611.8万人であり、同予測における日本の予測人口（1億854.9万人）より1800万人程度多い[4]。
- 欧州連合 (EU) はこの年までに温室効果ガス排出量の実質ゼロ（脱炭素社会）を目指している。また、2020年10月の所信表明演説で菅義偉首相（当時）が日本も同目標を掲げることを宣言した[5][6]。

### 2057年
- 国鉄清算事業団による償還スキーム破綻にともない、1998年に政府一般会計に繰り入れられ国民負担となった日本国有鉄道の政府保証付長期債務（総額24兆2000億円）の償還が終了する。
- 2001年に宇宙へ向けて送信された「ティーンエイジ・メッセージ」がふたご座37番星に到達[7]。

### 2058年
- 第39回参議院議員通常選挙
- 国連の世界人口推計2022年版では、この頃に地球の総人口が100億人に達すると予測している（中位推計）[8]。
- 国連の世界人口推計2019年版では、この頃に日本の人口が1億人を下回ると予測している（中位推計）[9][10]。